# Glintshake
Glintshake — російський рок-гурт, який виконує музику в жанрах гаражного, інді-, психоделічного та панк-року. Сформований 2012 року у Москві й наразі складається з Катерини Шилоносової (вокал, гітара), Євгена Горбунова (гітара), Єгора Саргсяна (бас-гітара) та Олексія Євланова (ударні).

## Історія

### 2012—2014
Засновники колективу Катерина Шилоносова та Євген Горбунов познайомилися в Казані. 2011 року Катерина переїхала у Москву, де через рік і був створений гурт. Дебютний міні-альбом Freaky Man був записаний Катериною та Євгеном удвох і викладений у мережу в червні 2012 року. В жовтні був представлений кліп на заголовний трек «Freaky Man», у головній ролі якого знявся художник Олександр Кривошапкін. Повний склад Glintshake також був зібраний у жовтні: до гурту приєдналися бас-гітарист Дмитро Мідборн і барабанщик Василь Нікітін. Кожен з учасників вже мав досвід праці у музичних проєктах: Шилоносова — у MAKE і NV, Горбунов — у NRKTK і Stoned Boys, Мідборн — у Tesla Boy й On-The-Go, Нікітін — у Foojitsu.
Перший концерт гурту пройшов у Казані 17 листопада 2012 року. В березні 2013 року Glintshake видали другий міні-альбом Evil, після чого були запрошені одразу на декілька великих московських фестивалів: Bosco Fresh Fest, «Пікнік „Афіши“» та Faces & Laces. У серпні колектив виступив на розігріві у гурту The Smashing Pumpkins на сцені Stadium Live у Москві. Восени Glintshake залишив Дмитро Мідборн, і місце басиста зайняв Єгор Саргсян з гурту «Труд», а на початку наступного року барабанщика Василя Нікітіна замінив Олексій Євланов з гурту The Twiggys.
У травні 2014 року вийшов дебютний альбом Eyebones.
«Рок-квартет Glintshake починав кількома простими і швидкими піснями в дусі раздолбайської альтернативи дев'яностих — на новому альбомі гурт заграв жорсткіше й винахідливіше, через що закономірним буде порівняти її з Sonic Youth і My Bloody Valentine . Glintshake обіцяють влаштувати „сеанс магії і гіпнозу“, у що завдяки їх новим пісням дуже навіть можна повірити. Щадити слухача нинішні Glintshake не збираються — вони звучать шумно, люто, але разом з тим дуже гарно», — «Афиша-Волна»
Тоді ж, у травні 2014 року, Glintshake видали кліп на першу з альбому пісню «Wiuwiuwiu», який був знятий на iPhone і змонтований за один день, а 10 листопада — міні-альбом Nano Banana, записаний у новій студії підмосковного лейбла Xuman Records. За словами Євгена Горбунова, міні-альбом став «вільним у плані стилю», завдяки тому що гурт почав відходити від впливу музики 90-х. У кінці 2014 року для новорічного спецпроєкту «Афіши» гурт записав пісню «New Year of Hate».

### 2015— наш час
На початку 2015 року гурт перезаписав пісню «Mu» з міні-альбому Nano Banana, виконавши її російською мовою. За словами Шилоносової, первинний англійський текст мало перетинається з російським, оскільки пісня була не перекладена, а написана наново, однак її сенс і загальна атмосфера не змінилася. Перезаписана «Му» разом з «New Year of Hate» увійшли в делюкс-версію EP Nano Banana, видану в червні. У вересні був опублікований кліп на пісню «Wrong Anthem», створений ілюстратором Олександром Костенко.
Тоді ж гурт оголосив, що «старому доброму „Глінтшейку“ настає кінець і починається новий і злий». В інтерв'ю видавництву FURFUR Євген Горбунов заявив, що гурт вирішив вийти з-під впливу альтернативного року 1990-х років, перестати співати англійською і зробити повний заворот у мистецтві. «…У нас тут купа всього свого є: „Звуки Му“, російський авангард». У жовтні Glintshake публікують першу з майбутнього альбому пісню «Без пятнадцати пять» і кліп на неї, а наступного місяця — другу пісню «Тени».

## Склад
| - Катерина Шилоносова — вокал, гітара (2012 — наш час) - Євген Горбунов — гітара (2012 — наш час) - Єгор Саргсян — бас-гітара (2013 — наш час) - Олексій Євланов — ударні (2014 — наш час) | - Дмитро Мідборн — бас-гітара (2012—2013) - Василь Нікітін — ударні (2012—2014) |

## Дискографія

### Альбоми
- 2014 — Eyebones

### Міні-альбоми
- 2012 — Freaky Man[26]
- 2013 — Evil[2]
- 2014 — Dive
- 2014 — Nano Banana[17]